# Joaquim (revista)
Joaquim fue una revista cultural brasileña fundada por Dalton Trevisan en Curitiba, Paraná, pionera en la divulgación de la obra de una generación de artistas modernistas que pasarían a ser conocidos como la Generación del 45. Se publicaron 21 números entre abril de 1946 y diciembre de 1948. 

## Inicios e influencia
Se publicó por primera vez en abril de 1946 en Curitiba, estado de Paraná, por parte de Dalton Trevisan, asistido por Erasmo Pilotto y Antônio P. Walger. Apareció con periodicidad irregular, hasta su número 21 en diciembre de 1948. La publicación trascendió fuera de Paraná, y repercutió en todo Brasil, en particular en Río de Janeiro y Sao Paulo. 
Varios artistas consagrados, y otros que alcanzarían fama posteriormente, colaboraron con la revista. Entre los autores figuran Antonio Cândido, Mario de Andrade, Otto Maria Carpeaux, Carlos Drummond de Andrade, Vinicius de Moraes, José Paulo Paes, Euro Brandão, Wilson Martins y Sérgio Milliet. La revista era ilustrada por artistas como Cândido Portinari, Poty, Di Cavalcanti, Heitor dos Prazeres y Fayga Ostrower. También se publicaron traducciones de Joyce, Proust, Kafka, Sartre y Gide.
Joaquim fue una revista dirigida por jóvenes en un período de posguerra caracterizado por el debate de proyección nacional sobre la democracia y el socialismo. Regionalmente significó una experiencia de renovación para un grupo de personas que no se identificaban con el paranismo en auge. El paranismo que combatían fue un movimiento regionalista surgido a principios del siglo XX, que buscaba afianzar las raíces culturales paranaenses, de tal forma que sus seguidores utilizasen en sus obras temas y referencias locales, y que tuvo como consecuencia el  aislamiento de otras tendencias literarias y artísticas. A la vez, buscaban superar el provincianismo estético y cultural de Curitiba, conforme a la intención de su fundador Dalton Trevisan. La idea central de la revista era remodelar, construir un ambiente cultural diferente, crear nuevas vertientes y superar dicho provincianismo.

## Nombre de la revista
Para el nombre de la revista se escogió un nombre propio, que fuese común en Brasil, con la intención de popularizar la publicación, y también para ofrecer al lector un indicador de la que se pretendía fuese su principal característica, que era evitar la identificación ideológica. Se utilizó esta práctica en casi todas sus ediciones, con el propósito de dejar indefinidas la autoría de los textos, así como de introducir pensamientos y exclamaciones que desautorizaran al texto original.
Con la frase «Em Homenagem a Todos os Joaquins do Brasil» (En homenaje a todos los Joaquín de Brasil) como subtítulo, se enfatizaba su objetivo explícito: convertirse en portavoz de una generación de escritores, críticos, poetas y artistas brasileños en una forma cuestionadora, polémica y sin protagonismos personales. A partir del segundo número la expresión joaquins se imprimió en minúsculas.

## Cierre
La publicación dejó de circular de forma tan abrupta que incluso uno de los trabajos de Dalton Trevisan no alcanzó a ser completado. La última edición, número 21 de diciembre de 1948, incluía la primera parte del cuento Ulisses em Curitiba con el aviso de que sería concluido en el número 22. Este número nunca fue editado, y el final del cuento permanece como incógnita hasta hoy.
El fin de la revista no fue por dificultades económicas, pues la revista destinaba la cuarta parte de sus páginas a los anunciantes, e incluso crecía el número de ellos. Tampoco sufrió de problemas externos como censura, pues era una publicación apreciada localmente por su gran repercusión nacional.
En gran parte, la decisión de cierre de la publicación se debió a su editor Dalton Trevisan. Algunos investigadores afirman que se debió a su buena repercusión nacional y a un hecho puntual: cuando el diputado federal Gilberto Freyre realizó un elogio público de la revista, Trevisan percibió que ésta corría riesgo de institucionalizarse y perder su condición de medio contestatario y polémico.